# طارق حسن (بازیکن فوتبال اماراتی)
طارق حسن (عربی: طارق حسن؛ زادهٔ ۱۸ مارس ۱۹۸۳) یک بازیکن فوتبال اهل امارات متحده عربی است.
از باشگاه‌هایی که در آن بازی کرده‌است می‌توان به باشگاه فوتبال الوصل امارات اشاره کرد.
وی همچنین در تیم ملی فوتبال امارات متحده عربی بازی کرده است.